# Stadion Ljudski vrt
Stadion Ljudski vrt (hrv. Narodni vrt) je nogometni stadion u Mariboru, Slovenija. Nalazi na lijevoj obali rijeke Drave.
Izvorno je sagrađen 1952. za potrebe NK Branik Maribor, no klub je ugašen 1960. Dana 12. prosinca 1960. osniva se NK Maribor, koji od tada svoje domaće utakmice igra na ovom stadionu. Trenutačni kapacitet Ljudskog vrta je 12.702 gledatelja, a rekordna posjećenost zabilježena je 8. srpnja 1973. na utakmici Maribor – Proleter Zrenjanin.
Osim nogometnih utakmica, na ovom se stadionu održavaju i kulturni događaji, koncerti, itd.